# 2216 Kerch
A 2216 Kerch (ideiglenes jelöléssel 1971 LF) a Naprendszer kisbolygóövében található aszteroida. Tamara Mihajlovna Szmirnova fedezte fel 1971. június 12-én.
Nevét az ukrajnai Kercs városról kapta.